# 다나카 노부타카
다나카 노부타카(일본어: 田中 信孝, 1971년 6월 10일 ~ )는 일본의 전 축구 선수이다.

## 구단 경력
1994년 재팬 풋볼 리그의 가시와 레이솔에 입단했다. 1994년 재팬 풋볼 리그 준우승으로 J1리그로 승격했다. 1995년까지 28경기에 출전. 1996년 재팬 풋볼 리그의 브럼멜 센다이로 이적했다. 1997년후 현역 은퇴.